# Uvaria leptopoda
Uvaria leptopoda este o specie de plante angiosperme din genul Uvaria, familia Annonaceae. A fost descrisă pentru prima dată de George King, și a primit numele actual de la Robert Elias Fries. Conform Catalogue of Life specia Uvaria leptopoda nu are subspecii cunoscute.